# Акимерус Шеффера
Акимерус Шеффера (лат. Akimerus schaefferi) — вид жесткокрылых из семейства усачей.

## Распространение
Распространён в Центральной и Южной Европе.

## Описание
Жук длиной от 15 до 28 мм. Время лёта с июня по июль.

## Развитие
Жизненный цикл вида длится три-четыре года. Кормовыми растениями являются дубовые (Quercus) породы.

## Подвиды
- Akimerus schaefferi ariannae Perarini & Sabbadini, 2007
- Akimerus schaefferi schaefferi (Laicharting, 1784)

- Akimerus schaefferi schaefferi var. nigrinus Pic
- Akimerus schaefferi schaefferi var. renatae Ravalier & Barthe, 1956